# Gabare de Port-d'Envaux

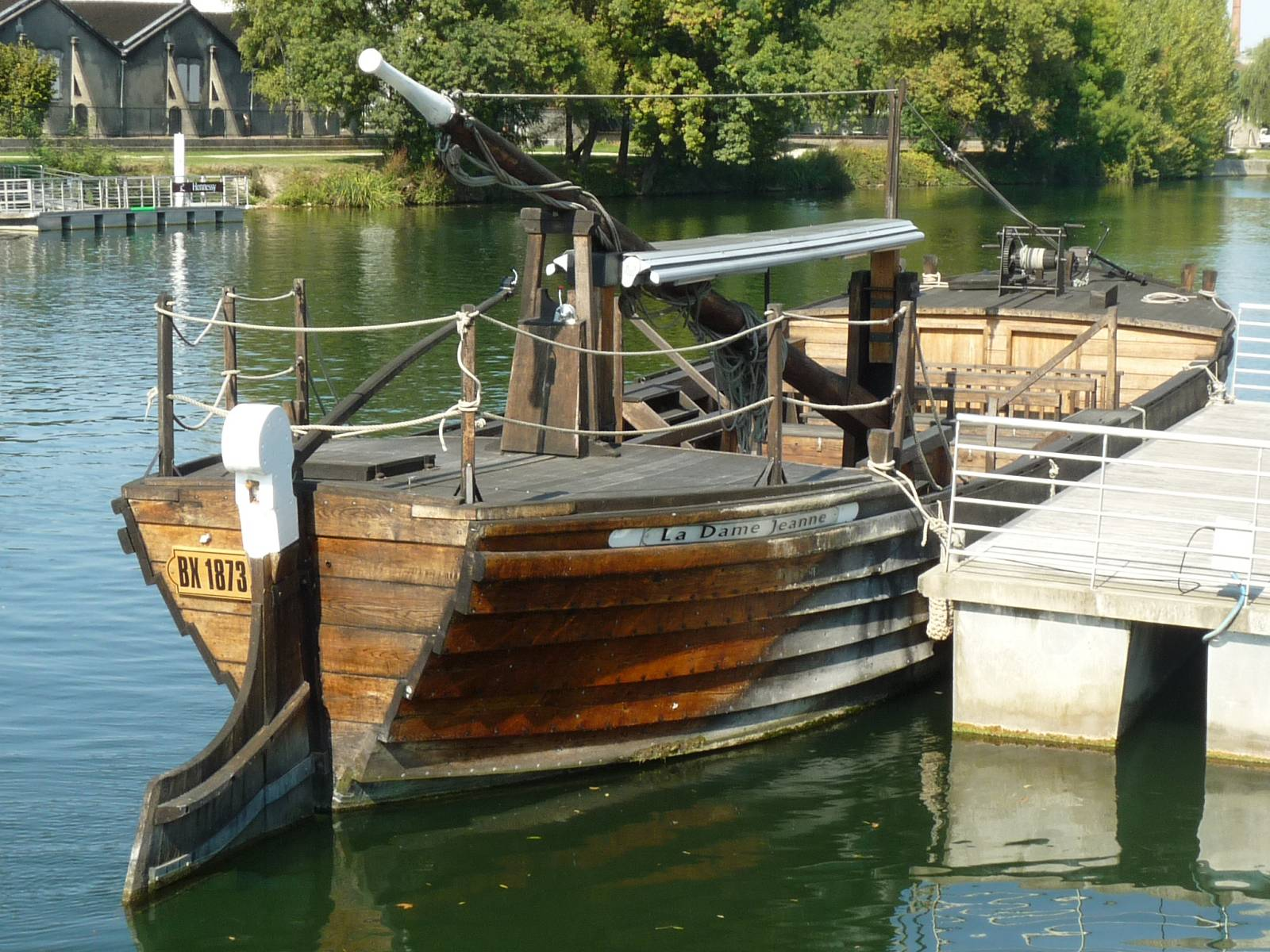
La Dame Jeanne amarrée à Cognac

La gabare de Port-d'Envaux, aussi appelée gabare de Charente, est un type de bateau fluvial construit à Port-d'Envaux sur la Charente, en Charente-Maritime, dès le début du XIXe siècle, à la suite de la canalisation du fleuve.

## Description
La gabare de Port-d'Envaux diffère de sa consœur de Saint-Simon par une coque assemblée à clins, et un tableau arrière en cœur.
Ce bateau est gréé et peut porter 100 à 150 tonnes.
On peut en voir une belle reconstitution à Cognac : La Dame Jeanne.